# Phoracantha odewahnii
Phoracantha odewahnii là một loài bọ cánh cứng trong họ Cerambycidae.